# Terrorveldet
Terrorveldet – pierwszy minialbum zespołu muzycznego Helheim. Nagrany w Sjef studio w 1999 roku. 

## Lista utworów
1. „Helheim (Part I)” – 4:31
2. „Jernskogen” – 4:38
3. „Cosmic Winter” – 5:45

## Twórcy
- Hrymr – perkusja, instrumenty klawiszowe
- V'gandr – gitara basowa, śpiew
- H'grimnir – gitara klasyczna, wokal wspierający
- Thorbjørn[1] - gitara